# Седрон, Виктор
Виктор Андрес Седрон Сурита (исп. Víctor Andrés Cedron Zurita; род. 6 октября 1993 года, Трухильо, Перу) — перуанский футболист, вингер клуба «Фигейренсе» и сборной Перу.

## Клубная карьера
Седрон — воспитанник клуба «Универсидад Сесар Вальехо». 14 февраля 2011 года в матче против «Колегио Насьональ Икитос» он дебютировал в перуанской Примере. 19 февраля 2012 года в поединке против «Унион Комерсио» Виктор забил свой первый гол за «Универсидад Сесар Вальхо». Летом 2014 года Седрон перешёл в «Альянса Лима». 8 июня в матче против «Аякучо» он дебютировал за новую команду. 21 сентября в поединке против «Универсидад Сан-Мартин» Виктор забил свой первый гол за «Альянса Лима». В своём дебютном сезоне он помог клубу выиграть Кубок Перу. В 2015 году Виктор вернулся в «Универсидад Сесар Вальехо», в составе которого стал обладателем национального кубка во второй раз.
В начале 2016 года Седрон перешёл в «Хуан Аурич». 7 февраля в матче против «Дефенсор Ла Бокана» он дебютировал за новый клуб. В этом же поединке Виктор забил свой первый гол за «Хуан Аурич».
В начале 2017 года Седрон на правах аренды перешёл в «Мельгар». 19 февраля в матче против «Унион Комерсио» он дебютировал за новую команду. 21 октября в поединке против «Академия Депортива Кантолао» Виктор забил свой первый гол за «Мельгар». В начале 2018 года Седрон перешёл в бразильский «Фигейренсе». 18 февраля в матче Лиги Катариненсе против «Конкордии» он дебютировал за новую команду. 31 марта в поединке против «Конкордии» Виктор сделал «дубль», забив свои первые голы за Фигейренсе. 14 апреля в матче против «Жувентуде» он дебютировал в бразильской Серии B.

## Международная карьера
В 2013 году в составе молодёжной сборной Перу Седрон выиграл молодёжном чемпионате Южной Америки в Аргентине. На турнире он сыграл в матчах против команд Колумбии, Уругвая, а также дважды Эквадора.
7 августа 2014 года в товарищеском матче против сборной Панамы Седрон дебютировал за сборную Перу.
В 2015 году Седрон в составе олимпийской сборной Перу принял участие в Панамериканских играх в Канаде. На турнире он сыграл в матчах против Панамы, Канады и Бразилии.

## Достижения
Командные
 «Альянса Лима»
- Обладатель Кубка Перу — 2014

 «Универсидад Сесар Вальехо»
- Обладатель Кубка Перу — 2015

 «Мельгар»
- Чемпионат Перу по футболу — Верано 2017

 «Универсидад Сесар Вальехо»
- Чемпион Лиги Катариненсе — 2018